# Sekanka
Sekanka, Hradce, Šance či Hradišťko u Davle – městečko ostrovského kláštera jsou pozdější označení pro zaniklé středověké městečko (řemeslnickou osadu, trhovou ves) neznámého původního názvu na vysokém ostrohu v klínu mezi soutokem Vltavy a Sázavy, na dnešním katastrálním území Hradištko pod Medníkem obce Hradištko v okrese Praha-západ, nad ostrovem svatého Kiliána a Davlí, ve výšce asi 50–60 metrů nad původní hladinou Vltavy, asi 2 kilometry severozápadně od jádra dnešního Hradištka. Městečko, založené ostrovským klášterem, tu krátce existovalo v polovině 13. století, domy byly pravděpodobně jen provizorní a opevnění nedostavěné a nejsou známé žádné dobové písemné doklady o něm. Patří mezi nejvýznamnější archeologické lokality z období středověku, je mimořádným dokladem města zaniklého v raném stadiu svého vývoje. Název Sekanka je dnes vztahován k původně trampským chatovým osadám v oblasti.

## Historie
Při archeologických průzkumech byly nalezeny stopy slovanského osídlení území již z doby kolem 7. století.
Městečko není zachyceno v písemných pramenech. Bylo založeno ve 13. století (někdy mezi 2. čtvrtinou a 60. lety 13. století) a patřilo Ostrovskému klášteru, nacházejícímu se ostrově svatého Kiliána ve Vltavě západně od Sekanky. Městečko bylo řemeslnickým střediskem kláštera. Podle nálezů se usuzuje, že se zde řemeslnici zabývali kovářskými pracemi, tavením a zpracováním železa, výrobou bronzových předmětů, hrnčířstvím, kožedělnictvím a výrobou předmětů domácí spotřeby i ozdobných předmětů (přezky, kladívka, nůžky, hřebeny, hrací kostky). Sekanka byla trhovou vsí, které měla díky svým majitelům až raně městský charakter. Některé nálezy jsou k vidění v Regionálním muzeu v Jílovém u Prahy.
Obyvatelé městečko opustili během braniborského rabování (1278–1283, nejčastěji bývá předpokládaný zánik datován k roku 1278, kdy bylo vypleněno okolí i klášter) a zřejmě z důvodů nedostatečného zemědělského zázemí již neobnovili. Z množství nálezů se usuzuje, že obyvatelé městečko opustili při náhlém přepadení.
Pravděpodobně po jeho zániku vznikla pod soutokem Vltavy a Sázavy osada a později městečko Davle. Roku 1310 je v soupisu majetku Ostrovského kláštera zmíněn hospodářský dvůr Hradysscze, dnešní ves Hradištko, která se nachází na pláni ostrohu asi 2 kilometry jihovýchodně od Sekanky. Název Sekanka je dnes vztahován k chatovým osadám nacházejícím se v oblasti.
V 50. a 60. letech 20. století zde probíhal jeden z klíčových výzkumů české archeologie středověku. Byly nalezeny unikátní doklady kamenného opevnění a nálezy dokládající obchod a dálkové kontakty.
Jak na ostrožně, tak na protějších svazích u sv. Kiliána se nacházejí rozsáhlé pozůstatky středověkých úvozových cest. Areálu daly jméno Sekanka mohutné do skály vytesané úvozy v severní části ostrožny.
Opevnění bylo především na jižní straně, protože z ostatních stran je místo chráněno strmými skalnatými srázy a řekami. Ostrožnu přepažují dvě linie sestávající z vnějšího valu, mohutného příkopu a vnitřního valu. Vnější val vznikl z materiálu vyhloubeného z příkopu širokého přes 10 metrů. Na místě vnitřního valu byla ve 3. čtvrtině 13. století budována kamenná dva metry vysoká kamenná hradba spojovaná maltou, byla však dokončena jen z necelých dvou třetin. Její zbytky dodnes místy vystupují z valu. Přístup vedl podél východní hrany a chránila ho blíže neurčená stavba v linii vnitřní fortifikace.
Centrem městečka bylo prostranství lichoběžného tvaru o výměře asi jednoho hektaru, které bylo obklopeno asi 60 stavbami, z nichž 40 se podařilo archeologicky zachytit. Jednotlivé parcely měly velikost zhruba 10 × 30 m a dnes jsou patrné jako obdélné jámy. Usedlosti byly zahloubeny zhruba do hloubky 1,5–2 metry pod okolní terén, šlo o polozemnice a zemnice, jejichž stěny tvořily silné fošny, omazané jílem smíšeným se slámou. Stavby byly jednopodlažní a patrně byly jen provizorii, které měly v budoucny nahradit plnohodnotné domy. Na špičce ostrožny bylo v době výzkumu zachyceno několik jámovitých prohlubní.
Část území, zejména celý hřbitov, zničila pískovna, která se nachází severně od bývalého náměstí. V lokalitě Sekanky, pravděpodobně v místech bývalé pískovny, se nachází též skládka inertního odpadu. První etapa rekultivace proběhla v roce 2012, před další fází rekultivace je ještě využívána zůstatková kapacita skládky.
V roce 1965 byla lokalita zapsána do rejstříku kulturních památek pod číslem 2-2357 a názvem „Zaniklé město – hradiště Hradce (Šance, Sekanka)“, dnes je v Ústředním seznamu kulturních památek evidována pod rejstříkovým číslem 31789/2-2357 a katalogovým číslem 143330 a pod názvem „městiště Sekanka, archeologické stopy“.

## Turistika
Městiště je přístupné pouze po hlavní hřebenové ulici a cestě směrem z centra Hradištka, tedy ulicí K Sekance. Od zámku a autobusové zastávky je vzdáleno asi 2 kilometry. Tato přístupová cesta je značena též jako cyklotrasa. Strmé svahy po stranách ostrohu přístup neumožňují, pouze na jeho severním konci vede stará úvozová cesta úbočím až k hrotu poloostrova na soutoku řek. Rekreační chaty se nacházejí v zalesněném území jak po obvodu ostrožny, tak u její paty při březích řek, ojediněle i ve svazích. Vzhledem k přirozenému odříznutí ostrohu od okolní krajiny je území rekreačně užíváno převážně jen místními chataři.
Na ostrožně je i několik vyhlídkových míst. Zimní vycházky jsou výhodné kvůli lepším výhledům přes neolistěné stromy, i kvůli tomu, že není chatařská sezona.